# Presteid
Presteid est une localité du comté de Nordland, en Norvège.

## Géographie
Administrativement, Presteid fait partie de la kommune de Hamarøy.